# Fronteras de Canadá
Las fronteras de Canadá son los linderos internacionales que Canadá comparte con sus Estados vecinos. Están representados por líneas que delimitan el territorio nacional donde el Estado ejerce su autoridad soberana.

## Listado
Las fronteras de Canadá incluyen:

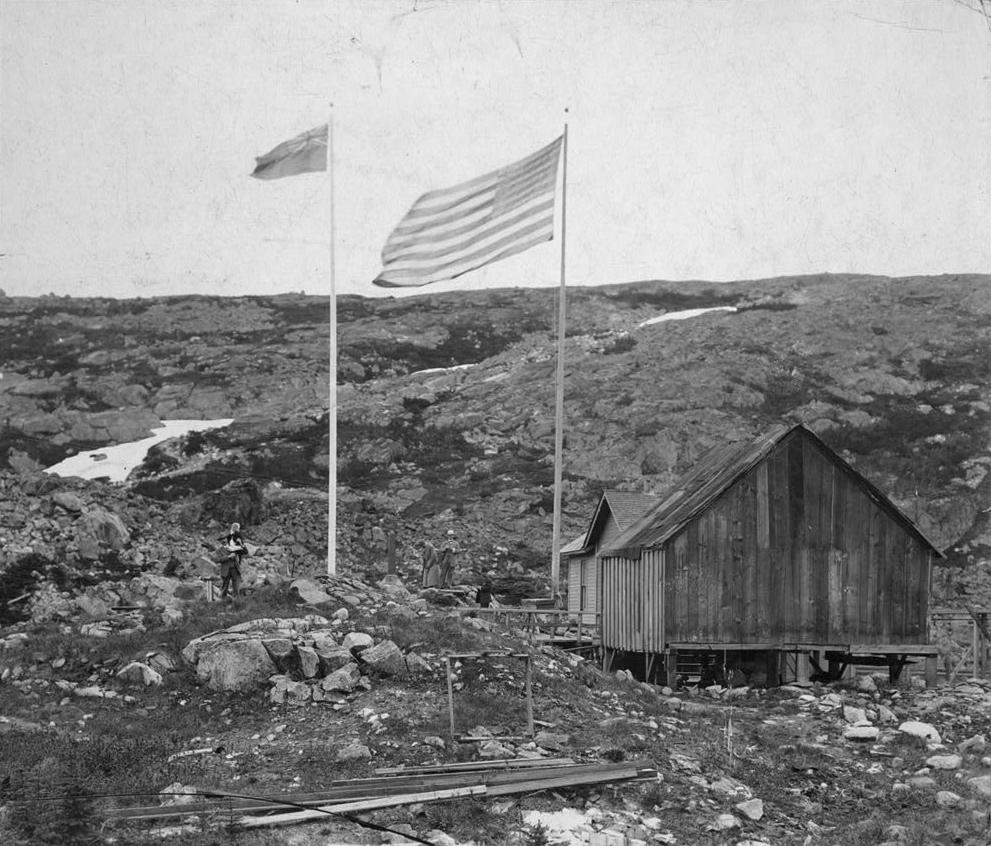
Frontera internacional entre Canadá y Estados Unidos, con Yukón de un lado y Alaska del otro, alrededor de 1900-1923

- Al sur y al oeste: una frontera internacional con los Estados Unidos, que forma la frontera compartida más larga del mundo, 8893 km;[2] (informalmente conocido como el paralelo 49 norte que forma el límite en partes).[3]

- Al este: una frontera marítima con el Reino de Dinamarca, en el país autónomo de Groenlandia; y una frontera terrestre más pequeña en la dividida isla Hans.

- Al sureste: una corta frontera marítima con Francia, en las islas de ultramar de San Pedro y Miquelón.

- Al norte: las zonas situadas más al norte de las islas de la Reina Isabel se extienden hasta el Ártico[4] y forman parte de la base de las reivindicaciones históricas de soberanía canadiense en la región del Ártico.[5] Las reclamaciones canadienses más recientes (a partir de 2022) se extienden, según se informa, a una parte de la Federación Rusa.[6]